# Diplectronella afra
Diplectronella afra är en nattsländeart som beskrevs av Martin E. Mosely 1931. Diplectronella afra ingår i släktet Diplectronella och familjen ryssjenattsländor. Inga underarter finns listade i Catalogue of Life.